# Paul Lefort
Paul Lefort (31 de enero de 1829-30 de abril de 1904) fue un historiador del arte y crítico francés.

## Biografía
Lefort, que habría nacido en Mamers el 31 de enero de 1829, escribió diversas obras sobre el arte español. Entre sus publicaciones se encontraron títulos como Histoire des peintres de toutes les écoles (1861), Francisco Goya. Etude biographique et critique, suivie de l'essai d'un catalogue raisonné de son oeuvre gravé et lithographié (1877), Velazquez (1887), La peinture française actuelle (1891), Murillo et ses élèves, suivi du catalogue raisonné de ses principaux ouvrages (1892) y La peinture espagnole (1893). Habría fallecido en París el 30 de abril de 1904.